# Clifford Gaddy
Clifford Gaddy, född 1946, är en amerikan som var ledande inom den svenska delen av American Deserters Committee (ADC) mellan 1970 och 1988.
Gaddy tog sin kandidatexamen i USA 1968. År 1970 dök han upp i Sverige som amerikansk krigsvägrare från Vietnamkriget och blev nästan omgående en ledande figur i American Deserters Committee (ADC). Detta skedde i samband med att Michael Vale, som tidigare ledde gruppen, lämnade Sverige. ADC ansåg sig representera de amerikanska desertörer som var i Sverige men av desertörerna själva ansågs ADC inte vara representativ för dem.[källa behövs] Varken Gaddy, Vale eller ADC:s ordförande, Bill Jones, hade någonsin tjänstgjort i militären.
Med tiden blev Gaddy, och ADC, kärnan i Europeiska arbetarpartiet (EAP), den svenska grenen av Lyndon LaRouches internationella rörelse. I rörelsen var den tidigare ADC-ordföranden Bill Jones tillsammans med Clifford Gaddy och hans fru Kerstin Tegin-Gaddy nyckelpersoner. Gaddy var fortfarande en aktiv LaRouche-anhängare så sent som 1986.
Gaddy förvärvade en filosofie doktorstitel från Duke University 1991, efter ha lämnat Sverige 1986–1987. Hans kandidatexamen togs på Wake Forest University i Winston-Salem i North Carolina, där han förmodligen kom i kontakt med LaRouche för första gången.[källa behövs]
Gaddy arbertar som "Senior Fellow" vid Brookings Institution, en inflytelserik tankesmedja i Washington DC.